# John Flanagan
John Jesus Flanagan (ur. 28 stycznia 1868 w Ballinvreena, w hrabstwie Limerick w Irlandii, zm. 3 czerwca 1938 w Kilmallock, w hrabstwie Limerick) – amerykański lekkoatleta pochodzenia irlandzkiego, specjalista rzutu młotem, trzykrotny mistrz olimpijski.

## Przebieg kariery
Wychował się w Irlandii. Przed emigracją do Stanów Zjednoczonych w 1896 zdobył w tym roku mistrzostwo Wielkiej Brytanii (AAA) w rzucie młotem, a w 1895 ustanowił pierwszy ze swych licznych (nieoficjalnych) rekordów świata w tej konkurencji.
Jako reprezentant USA wziął udział w igrzyskach olimpijskich w 1900 w Paryżu, gdzie zdobył złoty medal w rzucie młotem (wyprzedzając innych Amerykanów Truxtuna Hare i Josiaha McCrackena), a w rzucie dyskiem zajął 7. miejsce. Wcześniej w tym roku po raz drugi zdobył mistrzostwo Wlk. Brytanii w rzucie młotem. W 1903 rozpoczął pracę w policji nowojorskiej.
Na igrzyskach olimpijskich w 1904 w Saint Louis obronił tytuł mistrzowski w rzucie młotem (przed Johnem DeWittem i Ralphem Rose, również z USA), ponadto zdobył srebrny medal w rzucie 56-funtowym ciężarem (za Étienne’em Desmarteau z Kanady, a przed Jamesem Mitchelem ze Stanów Zjednoczonych), a w rzucie dyskiem zajął 4. miejsce. Po raz trzeci został mistrzem w rzucie młotem na igrzyskach olimpijskich w 1908 w Londynie. Poprawił wówczas swój rekord życiowy (a także nieoficjalny rekord świata) na 51,92 m. Wyprzedził Amerykanina Matta McGratha i Kanadyjczyka Cona Walsha. W rzucie dyskiem zajął 9. miejsce, a w przeciąganiu liny drużyna USA z jego udziałem (a także m.in. Ralpha Rose’a i Matta McGratha) zajęła 5. miejsce.
Flanagan 14-krotnie w latach 1895–1909 poprawiał najlepszy na świecie wynik w rzucie młotem (do 56,18 m). Był mistrzem USA (AAU) w rzucie młotem w latach 1897-1999, 1901, 1902, 1906 i 1907, a w rzucie 56-funtowym ciężarem w 1899, 1901, 1904 i 1906–1908. 24 lipca 1909 po raz ostatni poprawił rekord świata rzutem na odległość 56,18 m. Liczył wówczas 41 lat.
W 1910 wystąpił z policji nowojorskiej, ponieważ rozwiązano jego oddział. Powrócił w 1911 do Irlandii i tam zmarł.

## Rekordy życiowe
źródło:
- rzut dyskiem – 38,15 m (1904)
- rzut młotem – 56,18 m (1909)